# Jovan Radulović
Jovan Radulović (Polača kraj Knina, 26. rujna 1951. – Beograd, 7. ožujka 2018.) bio je srpski književnik i političar, visoki politički dužnosnik pobunjenih Srba u Hrvatskoj.

## Životopis
Jovan Radulović rođen je u Polači kraj Knina 1951. godine. Osnovnu školu je završio u rodnom mjestu, gimnaziju u Kninu. Počeo je studije književnosti u Zadru, a diplomirao je na Filološkom fakultetu Sveučilišta u Beogradu. Bio je profesor u XIV beogradskoj gimnaziji, urednik BIGZ-a i direktor "Biblioteke grada Beograda" (beogradske gradske knjižnice).
Njegova djela su uglavnom vezana za život Srba u Dalmaciji i odnose između Srba i Hrvata. Radulovićeve pripovijetke prevedene su na engleski, ruski, talijanski, švedski, mađarski, ukrajinski, njemački i makedonski jezik.
Bio je ministar vanjskih poslova u vladi RSK od 29. svibnja 1991. do 19. prosinca 1991. godine.

## Djela
- Ilinštak, pripovijetke
- Golubnjača, pripovijetke
- Dalje od oltara, pripovijetke
- Idealan plac, pripovijetke
- Mama vrana, tata vrana i deca vrane, pripovijetke
- Vučari Donje i Gornje Polače, TV drama
- Braća po materi, roman
- Od Ognjene do Blage Marije, roman
- Prošao život, roman
- Golubnjača, drama
- Učitelj Dositej, drama
- Po srpskoj Dalmaciji, putopisni esej
- Zrna iz pleve, prozni i esejistički zapis
- Uroniti u maticu života, pripovijetke
- Sumnjiva sahrana, pripovijetke
- U Islamu Grčkom, pripovijetke
- Zamka za zeca, priče za djecu
- Stare i nove priče, pripovijetke
- Nema Veronike i druge priče, pripovijetke
- Bora pod okupacijom, drama
- Slučaj Golubnjača - za i protiv, dokumenti
- Izabrane pripovetke, pripovijetke
- Najlepše pripovetke Jovana Radulovića, pripovijetke

Po njegovim djelima Vučari Donje i Gornje Polače i Braća po materi su snimljeni istoimeni filmovi u režiji Zdravka Šotre.

## Nagrade
- Oktobarska nagrada grada Beograda
- Andrićeva nagrade
- nagrada "Isidora Sekulić"
- nagrada "Bora Stanković"
- nagrada "Branko Ćopić"
- nagrada "Joakim Vujić"
- nagrada "Braća Micić"
- "Zlatni suncokret" (nagrada Vitalove književne fondacije)
- Gračanička povelja
- nagrada "Petar Kočić"
- nagrada "Matija Ban"